# Étoiles de cristal
Les Étoiles de cristal sont des récompenses cinématographiques françaises, décernées annuellement de 1955 à 1975 par l'Académie du cinéma fondée par le compositeur Georges Auric.
Les lauréats étaient choisis par un jury de critiques et d'artistes des différents secteurs de l'industrie cinématographique française, comme ce sera le cas pour les César qui leur succèderont en 1976, tout comme elles avaient peu à peu supplanté les Victoires du cinéma français, créées au lendemain de la Seconde Guerre mondiale par le magazine Cinémonde.

## Catégories
Les Étoiles de cristal étaient remises dans six catégories :
- Grand prix (réservé au cinéma français)
- Meilleur acteur
- Meilleure actrice
- Prix international
- Meilleur acteur étranger
- Meilleure actrice étrangère

Selon le règlement, un artiste ne pouvait recevoir plusieurs étoiles pour le même film, ceci afin d'éviter les victoires en série, comme aux Oscars.

## Palmarès

### Grand prix
- 1955 : Le Rouge et le Noir de Claude Autant-Lara
- 1956 : French Cancan de Jean Renoir
- 1957 : Un condamné à mort s'est échappé de Robert Bresson
- 1958 : Celui qui doit mourir de Jules Dassin
- 1959 : Le Bourgeois gentilhomme de Jean Meyer
- 1960 : La Tête contre les murs de Georges Franju
- 1961 : Lola de Jacques Demy
- 1962 : Jules et Jim de François Truffaut
- 1963 : Les Abysses de Nikos Papatakis
- 1964 : En compagnie de Max Linder de Maud Linder
- 1965 : non décerné
- 1966 : La guerre est finie d'Alain Resnais
- 1967 : Les Cœurs verts d'Édouard Luntz
- 1968 : Playtime de Jacques Tati
- 1969 : Z de Costa-Gavras
- 1970 : Le Temps de vivre de Bernard Paul
- 1971 : Le Territoire des autres de François Bel et Gérard Vienne
- 1972 : Les Camisards de René Allio
- 1973 : Une larme dans l'océan de Henri Glaeser
- 1974 : La Femme de Jean de Yannick Bellon
- 1975 : India Song de Marguerite Duras

### Meilleur acteur
- 1955 : Gérard Philipe dans Monsieur Ripois
- 1956 : Jean Servais dans Du rififi chez les hommes
- 1957 : Bourvil dans La Traversée de Paris
- 1958 : Pierre Brasseur dans Porte des Lilas
- 1959 : Alain Cuny dans Les Amants
- 1960 : Charles Aznavour dans La Tête contre les murs
- 1961 : Jean-Paul Belmondo dans À bout de souffle
- 1962 : Alain Delon dans Quelle joie de vivre
- 1963 : Serge Reggiani dans Le Doulos
- 1964 : Maurice Ronet dans Le Feu follet
- 1965 : Jean-Louis Trintignant dans Mata Hari, agent H 21
- 1966 : Yves Montand dans La guerre est finie
- 1967 : Michel Piccoli dans La Curée
- 1968 : Claude Rich dans Je t'aime, je t'aime
- 1969 : Jean-Pierre Léaud dans Baisers volés
- 1970 : Lino Ventura dans L'Armée des ombres
- 1971 : Charles Denner dans Le Voyou
- 1972 : Pierre Clémenti dans La Cicatrice intérieure
- 1973 : Roland Dubillard dans Quelque part quelqu'un
- 1974 : Philippe Noiret dans L'Horloger de Saint-Paul
- 1975 : Patrick Bouchitey et Patrick Dewaere dans La Meilleure Façon de marcher

### Meilleure actrice
- 1955 : Danielle Darrieux dans Le Rouge et le Noir
- 1956 : Simone Signoret dans Les Diaboliques
- 1957 : Maria Casarès dans Le Théâtre national populaire
- 1958 : Mylène Demongeot dans Les Sorcières de Salem
- 1959 : Pascale Audret dans L'Eau vive
- 1960 : Emmanuelle Riva dans Hiroshima mon amour
- 1961 : Anouk Aimée dans La dolce vita
- 1962 :  Jeanne Moreau dans Jules et Jim
- 1963 : Anna Karina dans Vivre sa vie
- 1964 : Catherine Deneuve dans Les Parapluies de Cherbourg
- 1965 : Sylvie dans La Vieille Dame indigne
- 1966 : Brigitte Bardot dans Viva Maria !
- 1967 : Delphine Seyrig dans La Musica
- 1968 : Cathy Rosier dans Le Samouraï
- 1969 : Françoise Rosay
- 1970 : Marina Vlady dans Le Temps de vivre
- 1971 : Marie-José Nat dans Élise ou la Vraie Vie
- 1972 : Bulle Ogier dans La Salamandre
- 1973 : Marie Dubois dans Les Arpenteurs
- 1974 : Juliet Berto et Dominique Labourier dans Céline et Julie vont en bateau
- 1975 : Jeanne Goupil dans Les Galettes de Pont-Aven

### Prix international
- 1955 :  Les Vitelloni de Federico Fellini
- 1956 :  Le Sel de la terre d'Herbert J. Biberman
- 1957 :  Senso de Luchino Visconti
- 1958 :  Douze hommes en colère de Sidney Lumet
- 1959 :  Le Septième Sceau d'Ingmar Bergman
- 1960 :  L'Invention diabolique de Karel Zeman
- 1961 :  L'avventura de Michelangelo Antonioni
- 1962 :  Viridiana de Luis Buñuel
- 1963 :  Bandits à Orgosolo de Vittorio De Seta
- 1964 :  Tom Jones de Tony Richardson
- 1965 :  Docteur Folamour de Stanley Kubrick
- 1966 :  Les Amours d'une blonde de Miloš Forman
- 1967 :  Morgan: A Suitable Case for Treatment de Karel Reisz
- 1968 :  Shakespeare Wallah de James Ivory
- 1969 :  Cérémonie secrète  de Joseph Losey
- 1970 :  Butch Cassidy et le Kid de George Roy Hill
- 1971 :  Little Big Man d'  Arthur Penn
- 1972 :  Confession d'un commissaire de police au procureur de la république de Damiano Damiani
- 1973 :  Psaume rouge de Miklós Jancsó
- 1974 :  Akira Kurosawa
- 1975 :  Aguirre, la colère de Dieu de Werner Herzog

### Meilleur acteur étranger
- 1955 : Franco Fabrizi dans Les Vitelloni
- 1956 : James Dean dans La Fureur de vivre
- 1957 : Henry Fonda dans Guerre et Paix
- 1958 : Ake Grönberg dans La Nuit des forains
- 1959 : Montgomery Clift dans Le Bal des maudits
- 1960 : Hannes Messemer dans Le Général Della Rovere
- 1961 : Anthony Perkins dans Psychose
- 1962 : Albert Finney dans Samedi soir, dimanche matin
- 1963 : Terence Stamp dans Billy Budd
- 1964 : Burt Lancaster dans Le Guépard
- 1965 : Peter O'Toole dans Becket
- 1966 : Oskar Werner dans La Nef des fous
- 1967 : Tom Courtenay dans Billy le menteur
- 1968 : Sidney Poitier dans Dans la chaleur de la nuit
- 1969 : Dustin Hoffman dans Le Lauréat
- 1970 : Dennis Hopper dans Easy Rider
- 1971 : Donald Sutherland dans MASH
- 1972 : Peter Finch dans Un dimanche comme les autres
- 1973 : Bud Cort dans Harold et Maude
- 1974 : Paul Newman et Robert Redford dans L'Arnaque
- 1975 : Al Pacino dans Un après-midi de chien

### Meilleure actrice étrangère
- 1955 : Leonora Ruffo dans Les Vitelloni
- 1956 : Rosaura Revueltas dans Le Sel de la terre
- 1957 : Alida Valli dans Senso
- 1958 : Marilyn Monroe dans Le Prince et la Danseuse
- 1959 : Tatiana Samoïlova dans Quand passent les cigognes
- 1960 : Ewa Krzyżewska (en) dans Cendres et Diamant
- 1961 : Monica Vitti dans L'avventura
- 1962 : Lucyna Winnicka dans Mère Jeanne des anges
- 1963 : Romy Schneider dans Le Procès
- 1964 : Ingrid Thulin dans Le Silence
- 1965 : Stefania Sandrelli dans Séduite et abandonnée
- 1966 : Vivien Leigh dans La Nef des fous
- 1967 : Bibi Andersson dans Ma sœur, mon amour
- 1968 : Faye Dunaway dans Bonnie et Clyde
- 1969 : Mia Farrow et Elizabeth Taylor dans Cérémonie secrète
- 1970 : Irma Raush dans Andrei Roublev
- 1971 : Jane Fonda dans On achève bien les chevaux
- 1972 : Glenda Jackson dans Un dimanche comme les autres
- 1973 : Lea Massari dans La Course du lièvre à travers les champs
- 1974 : Olimpia Carlisi dans Le Milieu du monde
- 1975 : Carol Kane dans Hester Street